# خیتروفکا (استان آمور)
خیتروفکا (به لاتین: Khitrovka) یک منطقهٔ مسکونی در روسیه است که در استان آمور واقع شده‌است.